# 23727 Akihasan
23727 Akihasan este un asteroid din centura principală de asteroizi.

## Descriere
23727 Akihasan este un asteroid din centura principală de asteroizi. A fost descoperit pe 30 aprilie 1998 la Nanyo de Tomimaru Okuni. Asteroidul prezintă o orbită caracterizată de o semiaxă mare de 2,21 ua, o excentricitate de 0,18 și o înclinație de 4,3° în raport cu ecliptica.